# Петікодьяк
Петікодьяк (англ. Petitcodiac) — село в Канаді, у провінції Нью-Брансвік, у складі графства Вестморленд.

## Населення
За даними перепису 2016 року, село нараховувало 1383 особи, показавши скорочення на 3,2%, порівняно з 2011-м роком. Середня густина населення становила 80,4 осіб/км².
З офіційних мов обидвома одночасно володіли 170 жителів, тільки англійською — 1 215. Усього 15 осіб вважали рідною мовою не одну з офіційних.
Працездатне населення становило 63,6% усього населення, рівень безробіття — 21,4%.
Середній дохід на особу становив $34 752 (медіана $27 674), при цьому для чоловіків — $41 578, а для жінок $28 741 (медіани — $37 952 та $22 032 відповідно).
37,7% мешканців мали закінчену шкільну освіту, не мали закінченої шкільної освіти — 25,5%, 36,8% мали післяшкільну освіту, з яких 27,2% мали диплом бакалавра, або вищий.
| Статево-вікова структура населення | Статево-вікова структура населення | Статево-вікова структура населення | Статево-вікова структура населення | Статево-вікова структура населення |
| ---------------------------------- | ---------------------------------- | ---------------------------------- | ---------------------------------- | ---------------------------------- |
|                                    |                                    |                                    |                                    |                                    |
| Всього                             | Всього                             | 47,3%52,7%                         |                                    |                                    |
| 0 — 14 років                       | 0 — 14 років                       |                                    | 19,5%                              | 19,5%                              |
| 15 — 64 років                      | 15 — 64 років                      |                                    | 57,8%                              | 57,8%                              |
| 65 і більше                        | 65 і більше                        |                                    | 22,7%                              | 22,7%                              |
| 85 і більше                        | 85 і більше                        |                                    | 4%                                 | 4%                                 |
| Середній вік (років)               | Середній вік (років)               | 41,044,4                           | 42,8                               | 42,8                               |
| Медіана (років)                    | Медіана (років)                    | 42,446,1                           | 44,2                               | 44,2                               |
| — чоловіки — жінки                 |                                    |                                    |                                    |                                    |

| Походження мешканців:     | Походження мешканців:     | Походження мешканців: | Походження мешканців: | Походження мешканців: |
| ------------------------- | ------------------------- | --------------------- | --------------------- | --------------------- |
| Походження                |                           |                       | осіб                  | %                     |
| Корінні американці        | Корінні американці        |                       | 35                    | 2.56%                 |
| Інше північноамериканське | Інше північноамериканське |                       | 870                   | 63.74%                |
| Європейське               | Європейське               |                       | 775                   | 56.78%                |
| британське                | британське                |                       | 665                   | 48.72%                |
| французьке                | французьке                |                       | 80                    | 5.86%                 |
| українське                | українське                |                       | 10                    | 0.73%                 |
| Африканське               | Африканське               |                       | 15                    | 1.1%                  |
| Азійське                  | Азійське                  |                       | 20                    | 1.47%                 |

## Клімат
Середня річна температура становить 5,5°C, середня максимальна – 23,5°C, а середня мінімальна – -15,2°C. Середня річна кількість опадів – 1 161 мм.
| Клімат поселення                              | Клімат поселення | Клімат поселення | Клімат поселення | Клімат поселення | Клімат поселення | Клімат поселення | Клімат поселення | Клімат поселення | Клімат поселення | Клімат поселення | Клімат поселення | Клімат поселення | Клімат поселення |
| Показник                                      | Січ.             | Лют.             | Бер.             | Квіт.            | Трав.            | Черв.            | Лип.             | Серп.            | Вер.             | Жовт.            | Лист.            | Груд.            |                  |
| Середній максимум, °C                         | −2,68            | −1,49            | 3,85             | 10,02            | 16,64            | 21,70            | 23,50            | 22,74            | 18,06            | 12,19            | 6,20             | −1               |                  |
| Середня температура, °C                       | −8,92            | −7,72            | −2,38            | 3,77             | 10,40            | 15,47            | 19,08            | 18,28            | 13,62            | 7,75             | 1,76             | −5,41            |                  |
| Середній мінімум, °C                          | −15,16           | −13,96           | −8,62            | −2,48            | 4,16             | 9,22             | 14,62            | 13,85            | 9,17             | 3,31             | −2,68            | −9,87            |                  |
| Норма опадів, мм                              | 108              | 86               | 98               | 85               | 101              | 96               | 94               | 88               | 92               | 103              | 106              | 104              |                  |
| Середньомісячна швидкість вітру, м/с          | 3.59             | 3.51             | 3.70             | 3.65             | 3.30             | 2.90             | 2.60             | 2.50             | 2.70             | 3.03             | 3.30             | 3.57             |                  |
| Середньомісячна сонячна радіація, кДж/м²·день | 5232             | 8609             | 12238            | 15219            | 18160            | 20279            | 20030            | 17615            | 13320            | 8472             | 4947             | 3950             |                  |
| --------------------------------------------- | ---------------- | ---------------- | ---------------- | ---------------- | ---------------- | ---------------- | ---------------- | ---------------- | ---------------- | ---------------- | ---------------- | ---------------- | ---------------- |
| Джерело:                                      |                  |                  |                  |                  |                  |                  |                  |                  |                  |                  |                  |                  |                  |